# Relations entre l'Afghanistan et l'Union européenne
Les relations entre l'Afghanistan et l'Union européenne reposent sur une déclaration conjointe en date du 16 novembre 2005. L'UE est l'un des principaux donateurs en Afghanistan.

## Sources

## Compléments